# إد جونستون
إد جونستون (بالإنجليزية: Ed Johnstone)‏ هو لاعب هوكي الجليد أمريكي، ولد في 2 مارس 1954 في براندون في كندا.

## وصلات خارجية
- إد جونستون على موقع دوري الهوكي الوطني (الإنجليزية)
- إد جونستون على موقع EliteProspects.com (الإنجليزية)
- إد جونستون على موقع HockeyDB.com (الإنجليزية)
- إد جونستون على موقع Hockey-Reference.com (الإنجليزية)